# Балашов, Андрей Николаевич
Андрей Николаевич Балашов (1899—?) — начинающий поэт, выпускник Тенишевского училища, единственный соавтор В. В. Набокова, опубликовавший с ним книгу. Не следует путать с Андреем Владимировичем Балашовым, гусаром, участником Первой мировой и Гражданской войн, автором нескольких сборников стихов.

## Биография
Родом из купцов. Отец — купец второй гильдии, почётный гражданин Николай Александрович Балашов, мать — Елизавета Константиновна (урождённая ?).
Отец владел рестораном, трактиром, несколькими домами между Забалканским и Клинским проспектами, занимался чайной торговлей. Совместно с двоюродным братом Василием имел небольшую типографию на Вознесенском проспекте, в ней печатались детские и научно-популярные книги, учебные пособия по заказу товарищества «Общественная польза».
Андрей поступил в Тенишевское училище в 1908 году. Окончил курс в 1916.
Остался в Советской России. Дальнейшая судьба неизвестна.

### Альманах «Два пути»

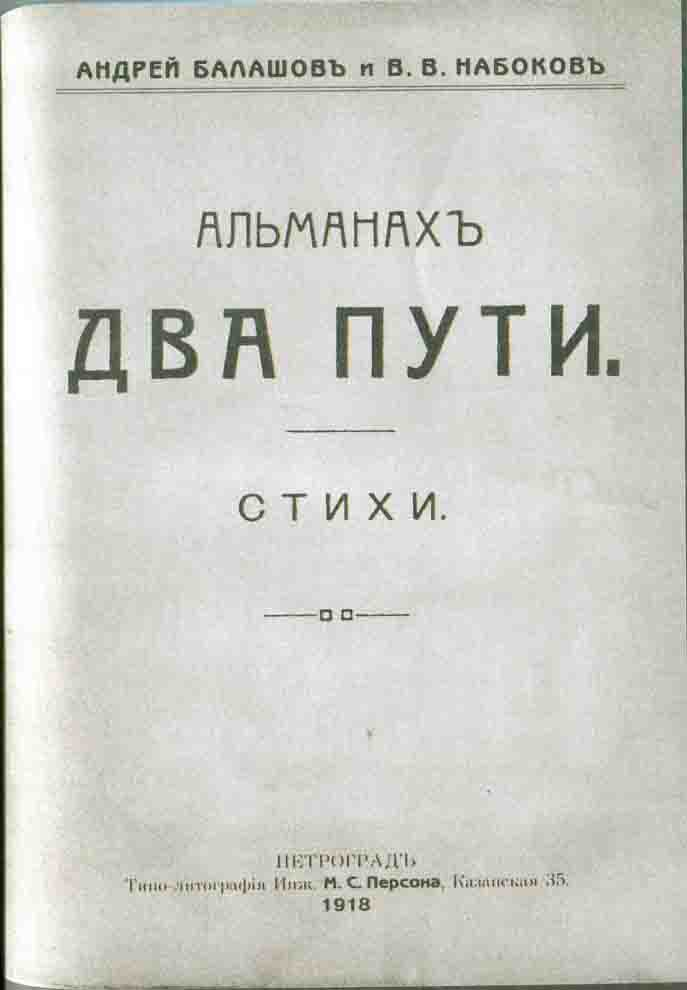
Обложка Альманаха «Два пути», второго сборника стихов В. В. Набокова и его единственной книги в соавторстве.

Выпустил в январе 1918 года сборник стихов «Два пути» совместно с соучеником по Тенишевскому училищу Владимиром Набоковым, будущим всемирно известным русско-английским писателем. Альманах был опубликован, когда Набокова уже несколько месяцев не было в Петрограде.

#### Происхождение названия
Комментатор репринтной публикации Евгений Белодубровский, обсуждая происхождение заглавия сборника, ссылается на стихотворение Некрасова:

Средь мира дольнего
Для сердца вольного
Есть два пути. …

Некрасов был особо почитаем учителем литературы Тенишевского училища В. В. Гиппиусом. Такое же название, «Два пути», носит стихотворение поэта-символиста Н. М. Минского, многократно выступавшего в училище со стихами и лекциями.

Нет двух путей добра и зла,
Есть два пути добра. …

## Семья
- Брат — Константин Николаевич Балашов, учился в Тенишевском училище.
- Брат — Сергей Николаевич Балашов, учился в Тенишевском училище.

## Адреса
- 1917 — дом на углу Садовой и Вознесенского проспекта.

## Не следует путать сА. В. Балашовым
В известной библиографии русской поэзии А. К. Тарасенкова авторство сборника «Два пути» отнесено к А. В. Балашову. Такой поэт действительно существовал: Андрей Владимирович Балашов (1899—19 октября 1969, Брюссель) — окончил Императорский Московский лицей. Был корнетом 11-го гусарского Изюмского полка, эмигрировал в 1920 году, опубликовал несколько сборников стихов в России и за границей.
Путает Андрея Николаевича и Андрея Владимировича и биограф Набокова Эндрю Филд. Говоря о соученике Набокова по Тенишевскому училищу, он заключает: «он никогда не говорил о нём [Набокове], и даже не пришел послушать его чтение, когда Набоков приезжал в Брюссель в 30-х», и то, и другое неудивительно, так как в Брюсселе жил бывший гусар А. В. Балашов, а не соученик Набокова.

### Рекомендованные источники
- В. П. Старк. Владимир Набоков и Андрей Балашов: «Два пути». // Зарубежная Россия, 1917—1939 / ред. В. Ю. Черняев. — СПб.: Лики России, 2003. — Кн. 2. — С. 322—329. ISBN 5-87417-159-2